# El Masnou
El Masnou (du catalan, signifiant "Le nouveau mas") est une commune de la comarque de Maresme dans la province de Barcelone en Catalogne (Espagne).

## Géographie
La commune est située au bord de la mer Méditerranée, proche de Barcelone.

## Population et société

### Démographie
En 2012, El Masnou est la 58e commune la plus peuplée de Catalogne.

## Culture locale et patrimoine

### Personnalités liées à la commune
- Miquel Garriga i Roca (1808-1888);
- Lluís Millet (1867-1941) : compositeur et chef de chœur né au Masnou ;
- Rosa Sensat (1873-1961) : pédagogue, enseignante à La Bonne de Barcelone, née au Masnou ;
- Isabel Mestres (1947-) : actrice née au Masnou ;
- Bruno Saltor (1980-) : footballeur né au Masnou ;
- Nil Montserrat (1988-) : pilote automobile né au Masnou[1] ;
- Ricky Rubio (1990-) : joueur de basket-ball né au Masnou.